# Myth Makers Super Kart GP
Myth Makers Super Kart GP é um jogo de corrida da desenvolvedora e públicadora inglesa Data Design Interactive. O jogo foi lançado em janeiro de 2006 para PC. Em fevereiro de 2007, Data Design anunciou que iria lançar o jogo para o console Wii.

## O jogo
O jogo possui 5 níveis, os jogadores podem escolher entre 8 motoristas (chamados de "Myth Makers"). O jogo dispõe de armas e armaduras que afetam a jogabilidade. Existem ainda 8 opções de veículos "karts", cada kart possui velocidade e aceleração diferente, com poderes especiais.
O jogo dispõe de 20 variações de cursos, com modos singleplayer, time trial e torneio. Os jogadores ganham troféus para desbloquear veículos, níveis e poderes especiais.
Cada personagem tem seu próprio curso. Alguns dos nomes dos personagens são, Trixie (uma menina com fantasia de coelho), Jack (um menino com roupa de homem da nave) e Zeek (um menino com roupa de abóbora).

## Análises
O jogo recebeu por maioria críticas negativas, a maioria criticando os gráficos, câmera e controles. O jogo recebeu apenas 3.5 no IGN.